# Rue de Jouy
Rue de Jouy je ulice v Paříži v historické čtvrti Marais. Nachází se ve 4. obvodu.

## Poloha
Ulice vede od křižovatky s Rue des Nonnains-d'Hyères a Rue de Fourcy, kde navazuje na Rue Tiron, a končí na křižovatce s Rue François-Miron, odkud pokračuje Rue Charlemagne.

## Historie
Ve 13. století byl v ulici postaven palác, který v letech 1297–1658 sloužil opatům kláštera Notre-Dame de Jouy, po kterém získala své označení – Rue de l'abbé de Jouy či Rue de l'abbé de Joy. V Le Dit des rues de Paris je uvedena pod názvem Rue de Joy.
V roce 1366 byla ulice rozdělena městskými hradbami na dvě části. Část uvnitř hradeb od Rue Saint-Antoine ke klášteru Ave-Maria se nazývala Rue de Jouy nebo Rue de l'abbé-de-Jouy. Druhá část vedoucí k Rue Saint-Paul nesla název Rue de la Fausse-Poterne-Saint-Paul, protože končila sv. Pavla (Poterne Saint Paul).
Ministerskou vyhláškou z 27. května 1799 byla stanovena šířka ulice na 9 metrů. Tato šířka se na základě královského výnosu z 12. července 1837 zvětšila na 11 metrů.

## Zajímavé objekty
- dům č. 7: hôtel d'Aumont, barokní palác, ve kterém sídlí Správní soud v Paříži (Tribunal administratif de Paris)
- dům č. 9: Hôtel de Fourcy, ve kterém sídlí Lycée Sophie-Germain
- dům č. 14: nachází se na místě bývalého paláce opatů kláštera Chaalis
- domy č. 13–17: nacházejí se v prostoru bývalého opatského paláce kláštera Notre-Dame de Jouy